# Justinián I.
Flavius Petrus Sabbatius Iustinianus (kolem 482,? Tauresium – 14. listopadu 565, Konstantinopol, Byzantská říše), známý spíše jako Justinián I., byl východořímský císař od roku 527 až do své smrti. Ve starší literatuře je někdy označován rovněž jako Justinián Veliký.
Justinián patřil k nejpřednějším postavám období pozdní antiky, přičemž byl posledním císařem, jehož rodným jazykem byla latina. Jeho panování znamenalo významný předěl v procesu transformace antické římské společnosti ve středověkou byzantskou. Vedle četných reforem se jeho vláda vyznačovala ambiciózním, třebaže jen částečně naplněným záměrem „obnovy říše“ (renovatio imperii). Císařovým vojevůdcům se podařilo přemoci Vandaly a Ostrogóty a získat zpět kontrolu nad rozlehlými západními oblastmi někdejšího římského impéria. Mnohem dalekosáhlejší dopad měla jím podnícená kodifikace římského práva, která vešla ve známost jako Corpus iuris civilis. Mimořádný kulturní rozkvět Justiniánovy epochy reprezentoval rozsáhlý stavební program, v rámci něhož se zrodily takové skvosty, jako byl chrám Hagia Sofia v Konstantinopoli.
Počátkem čtyřicátých let 6. století zachvátil říši zhoubný mor, mající katastrofální dopady na obyvatelstvo a hospodářství státu. Zhruba v téže době se východořímská říše zapletla do série namáhavých a zdlouhavých konfliktů s perskou říší a s Itálií. V roce 529 nechal Justinián uzavřít platónskou Akademii v Athénách a o několik let později fakticky zrušil starodávný římský úřad konzulů. Stále silněji se také projevovala tendence k sakralizaci instituce císařství a k posilování jeho autokratických rysů.
Stěžejní primární pramen dějin Justiniánovy epochy představuje dílo Prokopia z Kaisareie. V dalších staletích kronikáři čerpali z dnes už nedochovaného spisu syrského historika Ioanna z Efesu. Oba tito dějepisci zaujímali velmi rezervovaný postoj vůči Justiniánovi a císařovně Theodoře. K jiným důležitým pramenům se řadí práce Agathia a Menandra Protektora a kronika Ioanna Malaly.

## Život

### Původ a vzestup k moci
Petrus Sabbatius se narodil někdy kolem roku 482 ve vesnici Tauresium (nedaleko dnešního Skopje) v prefektuře Illyricum. Pocházel z rolnické rodiny thráckého původu a jeho rodným jazykem byla latina. Bratr Justiniánovy matky Vigilantie jménem Justinus sloužil ve východořímském vojsku, v němž prodělal závratnou kariéru a povýšil na velitele císařské gardy. Justinus povolal svého synovce do hlavního města, postaral se o jeho řádné vzdělání a nejspíše ho adoptoval, načež Petrus Sabbatius přijal cognomen Iustinianus.
Když v roce 518 zemřel tehdejší císař Anastasius I., letitý Justinus se poněkud nečekaně stal jeho nástupcem. Justinián, jenž v té době působil v palácové stráži jako candidatus, patřil k nejbližším důvěrníkům nového císaře. Jeho vliv byl údajně tak velký, že podle mínění Prokopia z Kaisareie měl již za panování svého strýce do značné míry určovat politiku říše, nicméně tento názor se dnes jeví být sporný. Justinián každopádně rychle stoupal v hodnostech a v roce 519 užíval titulu comes. Poté, co nechal odstranit Justinova potenciálního konkurenta Vitaliana, povýšil roku 521 na velitele vojska (magister equitum et peditum praesentalis) a zastával svůj první konzulát. O čtyři roky později ho Justinus obdařil titulem caesara, čímž ho oficiálně ustavil dědicem trůnu. Někdy kolem roku 525 Justinián vyvolal skandál svatbou s Theodorou, jež pocházela z nízkých poměrů a před tím, než se s ním seznámila, se živila jako herečka a kurtizána. Justinus musel kvůli tomuto sňatku dokonce změnit zákon zakazující uzavírání svazků mezi příslušníky senátorského stavu a bývalými herečkami. Theodora oddaně podporovala svého manžela a mnohokrát prokázala svoji nevšední inteligenci a dobrý odhad povahy lidí.
V dubnu 527 jmenoval nemocný Justinus v předtuše blížící se smrti Justiniána spolucísařem. 1. srpna téhož roku Justinus zemřel a Justinián se stal jediným vládcem říše.

### Vláda
Justinián byl označován za „nejbdělejšího ze všech císařů“, neboť vykazoval mimořádnou aktivitu a osobně se angažoval v rozmanité škále administrativních a vládních povinností. Vzhledem ke svému původu postrádal mocenskou základnu v řadách senátorské aristokracie v Konstantinopoli, shlížející svrchu na novou dynastii založenou venkovany a herečkou. Manželský pár se snažil vykompenzovat svůj neurozený původ okázalým dvorským ceremoniálem. Justinián často vybíral generály a úředníky spíše pro jejich schopnosti než pro jejich urozenost. Císařovi zdatní podřízení spláceli jeho důvěru svojí oddaností. Vedle přirozeně chytré Theodory se Justinián opíral o prefekta praetorio Jana z Kappadokie, který dokázal vybírat daně s neúprosnou efektivitou. Mezi další talentované jedince náležel quaestor sacri palatii Tribonianus, císařův rádce v právních záležitostech, mimořádně nadaný diplomat Petros Patrikios, dlouholetý nejvyšší představený úřadů (magister officiorum) a finanční ministr, comes sacrarum largitionum Petros Barsymes, oblíbenec Theodory působící po sesazení Jana z Kappadokie jako prefekt.

#### Zákonodárná činnost

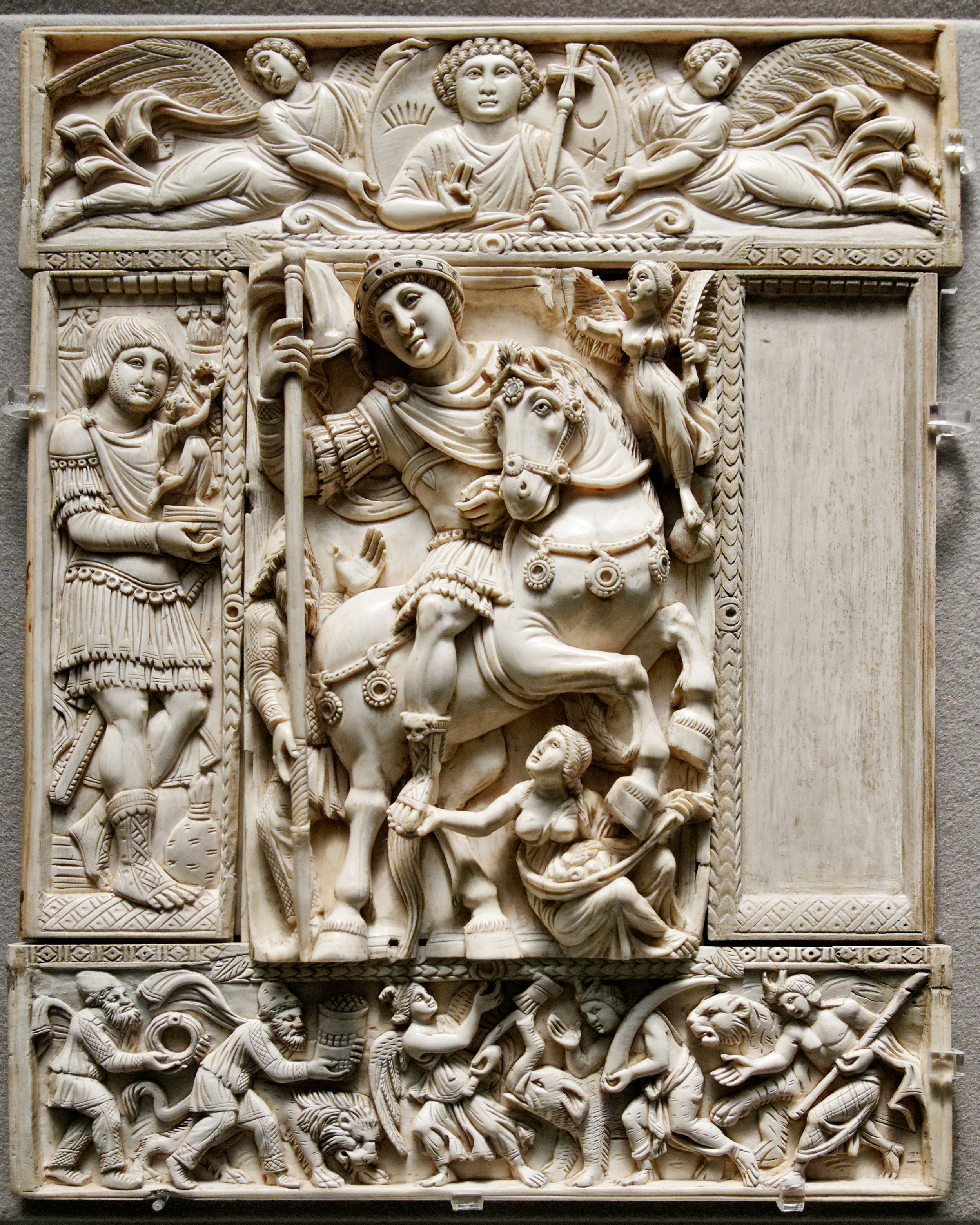
Diptych Barberini zpodobňující Justiniána nebo Anastasia I.

Římské právo v období pozdní antiky se v důsledku zákonodárné činnosti císařů a velkého množství právních dobrozdání a výkladů stávalo stále méně přehledným a vzájemně si odporujícím. Již před završením prvního roku své vlády proto Justinián ustavil desetičlennou komisi právníků, vedenou Janem z Kappadokie, k zahájení rozsáhlé legislativní reformy. 7. dubna 529 komise zveřejnila sbírku všech platných císařských zákonů, nařízení a reskriptů známou jako Codex Iustinianus, jež svým rozsahem předčila dřívější Codex Theodosianus.
Po tomto úspěchu se Justinián zaměřil na náročný úkol uspořádání a kodifikace komentářů a odpovědí římských právních expertů. Za tímto účelem jmenoval v prosinci 530 novou komisi, sestávající z šestnácti zástupců právních škol v Konstantinopoli a Berytu (dnešní Bejrút), za jejíhož předsedu určil Triboniana. Výsledek snažení této komise byl publikován v prosinci 533 pod názvem Digesta (řecky Pandektai). Tento sborník tvořený padesáti knihami sloužil jako rozhodující pomůcka soudců a byl povýšen na zákon. Současně probíhala pod dohledem Triboniana práce na učebnici pro studenty práv. Zakončena byla zhruba ve stejné době jako v případě Digest vydáním příručky Institutiones. V roce 534 vyšlo ještě revidované a opravené znění Justiniánova kodexu, jehož původní znění se nedochovalo. Kodex, Digesta a Institutiones tvořily ucelený soubor, mající zásadní dopad na evropské právní dějiny, pro nějž se v 16. století vžilo označení Corpus iuris civilis.
Justiniánovu další legislativní činnost reprezentují Novellae, nové zákony publikované po roce 534, které byly v rozporu s dosavadní praxí vydávány v řečtině. Justinián hodlal vytvořit pro tyto zákony samostatnou sbírku, avšak tento úmysl se mu nepodařilo realizovat. Z historického hlediska představují Novely společně s dřívějšími císařovými zákony, zahrnutými do kodexu, znamenitý doklad tehdejších společenských poměrů a císařova chápání sebe samotného. Nikoli překvapivě pochází většina Novel z třicátých let 6. století, jelikož v pozdější fázi své vlády Justinián napřel svoji pozornost především k teologickým otázkám. Dojem pramenící z Justiniánových zákonů se vyznačuje jistou rozporuplností. V oblasti náboženství je nápadná císařova bigotnost a pozoruhodná sebedůvěra. V záležitostech státní správy, nebo právního postavení žen a otroků je zřejmý horlivý zájem o zlepšení situace. Císař tudíž usiloval o potlačení korupce zapovězením prodeje provinciálních úřadů v roce 535, ačkoli několik let nato od tohoto zákazu vzhledem k finanční tísni upustil. V roce 542 fakticky zrušil starobylý úřad konzulů. Nezpůsobilost žen ve věcech opatrovnictví a provozování vlastní živnosti byla odstraněna, o což se možná zasloužila i císařovna Theodora.

#### První válka s Peršany
V okamžiku Justiniánova nástupu na trůn se východořímská říše nacházela ve válečném stavu se sásánovskou Persií. Císař brzy provedl reorganizaci vojska bránícího východní hranici vyčleněním samostatného velení v Arménii. Do nově vytvořené hodnosti magister militum per Armeniam byl jmenován obratný vojevůdce Sittas, bývalý člen Justiniánovy tělesné stráže. Sittas se vyznamenal podrobením výbojného kavkazského kmene Tzanů a odražením početné perské armády v roce 530. V červnu téhož roku východořímský generál Belisar přesvědčivě zvítězil nad jiným perským vojskem v bitvě u Dary. Také Belisar působil dříve jako tělesný strážce Justiniána a v jeho štábu tehdy pobýval historik Prokopios z Kaisareie. Následujícího roku Belisar utrpěl porážku v bitvě u Kalliniku při řece Eufrat, načež byl povolán do Konstantinopole. Další akce přerušila smrt perského velkokrále Kaváda I., jehož nástupce Husrav I. byl svolný k míru, neboť potřeboval konsolidovat svoji pozici. V roce 532 válčící strany uzavřely tzv. „věčný mír“, na základě něhož se Justinián zavázal zaplatit Peršanům 11 000 liber zlata.

#### Povstání Níká

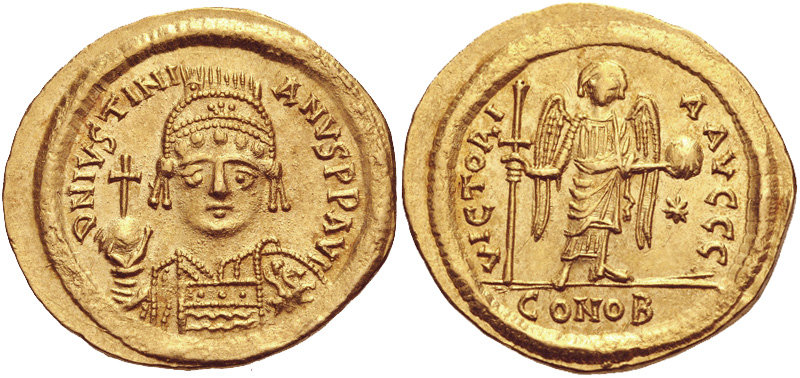
Justiniánův solidus

V lednu 532 došlo v Konstantinopoli k závažným pouličním násilnostem, které na přechodnou dobu otřásly Justiniánovým postavením. Nepokoje vyvolali příslušníci soupeřících démů, skupin příznivců vozatajů soutěžících v hippodromu, nazývajících se podle barev oděvů závodníků Modří a Zelení. Justinián projevoval náklonnost k Modrým, a když se za Justiniána rozhořel neklid mezi stoupenci jednotlivých démů, měl je podle Prokopiova tvrzení dokonce podněcovat. Teprve jako císař zaujal umírněnější postoj. Bezprostřední příčinou povstání se stala nevyslyšená žádost démů o omilostnění dvou jejich členů odsouzených k smrti. V průběhu jednoho ze závodů se Modří a Zelení náhle spojili a za volání obvyklého pokřiku Níká! („Zvítěz!“) rozpoutali násilnosti, při nichž osvobodili vězně a zapálili velkou část centra Konstantinopole.
Na stranu vzbouřenců se záhy připojili někteří významní senátoři, s jejichž podporou se výtržníci začali domáhat sesazení městského prefekta, pretoriánského prefekta Jana z Kappadokie a quaestora Triboniana. Justinián je neprodleně sesadil, nicméně dav pokračoval v ničení města a ani příchod císařských vojáků z Thrákie nevedl k zjednání pořádku. Vzbouřenci místo toho odvedli Hypatia, synovce zesnulého císaře Anastasia, do hippodromu a tam ho prohlásili císařem. Justinián se rozhodl opustit město a prchnout do Thrákie, v tom mu ale zabránila Theodora odhodlaná setrvat. V Konstantinopoli prodlévali dva generálové věrní císaři: z východu se navrátivší Belisar a velitel ilyrského vojska Mundus. Ti se vypravili se svými muži do hippodromu, kde narazili na shromážděné vzbouřence a povstání brutálně potlačili, přičemž mělo zahynout kolem 30 000 lidí. Následně nechal Justinián popravit Hypatia a nařídil zabavit majetek a poslat do vyhnanství senátory, kteří se přidali ke vzbouřencům. Císaři se tím podařilo zastrašit dav a zlomit odpor senátní opozice. Konstantinopol utrpěla četné škody, což Justiniánovi umožnilo realizovat své stavební záměry.

#### Renovatio imperii

##### Vítězství nad Vandaly
Mír s Peršany Justiniánovi poskytl prostor k aktivnějším zásahům v záležitostech barbarských království na území někdejší západořímské říše. Přitom těžil z nestabilních vnitřních poměrů v říši Vandalů v severní Africe a v ostrogótské říši v Itálii. V roce 530 byl vandalský král Hilderich, i přes své ariánské vyznání tolerantní ke katolicismu a vstřícný vůči Konstantinopoli, svržen svým bratrancem Gelimerem. Justinián pobouřený tímto činem pojal úmysl vést proti Gelimerovi trestnou výpravu, ačkoli obdobná expedice v roce 468 skončila naprostým fiaskem. Jan z Kappadokie, znovu dosazený do úřadu pretoriánského prefekta, se pokusil císaře odvrátit od tohoto záměru, jejž pokládal za příliš nákladný a nadmíru riskantní. Navzdory jeho radám se Justinián přidržel svého plánu, jelikož byl rozhodnutý zbavit Afriku ariánských vandalských vládců, neblaze proslulých perzekucí svých katolických afrořímských poddaných.
V červnu 533 Belisar vyplul s 18 000 muži proti Vandalům a při cestě do severní Afriky doplnil zásoby na Sicílii, náležející tehdy k panství Ostrogótů. Příchod východořímského vojska Gelimera zcela zaskočil, protože vlastní loďstvo odeslal s částí svého vojska na Sardinii, aby potlačilo místní povstání. Vandalský král nechal sice popravit svého předchůdce Hildericha, nicméně jeho vojáci byli poraženi Římany v bitvě u desátého milníku. V polovině září vtáhl Belisar do Kartága, v němž byl nadšeně uvítán jeho obyvateli. Třebaže Gelimer uprchl po své porážce na západ, většina jeho armády zůstávala nedotčena a navíc ji posílily oddíly vracející se ze Sardinie. V prosinci 533 však Belisar zaútočil na Vandaly a v bitvě u Tricamara je přesvědčivě potřel. Gelimer vyhledal záchranu v útěku k Berberům a v dalším roce se vzdal Římanům. Po završení tažení se Belisar odebral s vandalskými zajatci a kořistí zpět do Konstantinopole, kde pro něho Justinián uspořádal velkolepý triumf.
Území dobyté ve válce s Vandaly, zahrnující vedle severní Afriky také Sardinii, Korsiku a Baleáry, bylo již v roce 534 opět podrobeno řádné císařské administrativě. Do čela civilní správy byl postaven praefectus praetorio per Africam, jemuž podléhalo sedm místodržitelů provincií. Klíčová role ale příslušela lokálnímu veliteli vojska (magister militum per Africam), který se brzy musel vypořádávat s povstáním Berberů. Neklid vyvolávaný jejich zničujícími nájezdy ještě zhoršila vzpoura armády v roce 536. Teprve po téměř patnácti letech soustavného válčení se Justiniánovu generálovi Ioannu Troglitovi podařilo v roce 548 dosáhnout nad Berbery jistého vítězství a nastolit v Africe mír. Severní Afrika se pak těšila určitému rozkvětu trvajícímu až do 7. století.

##### Tažení proti Ostrogótům

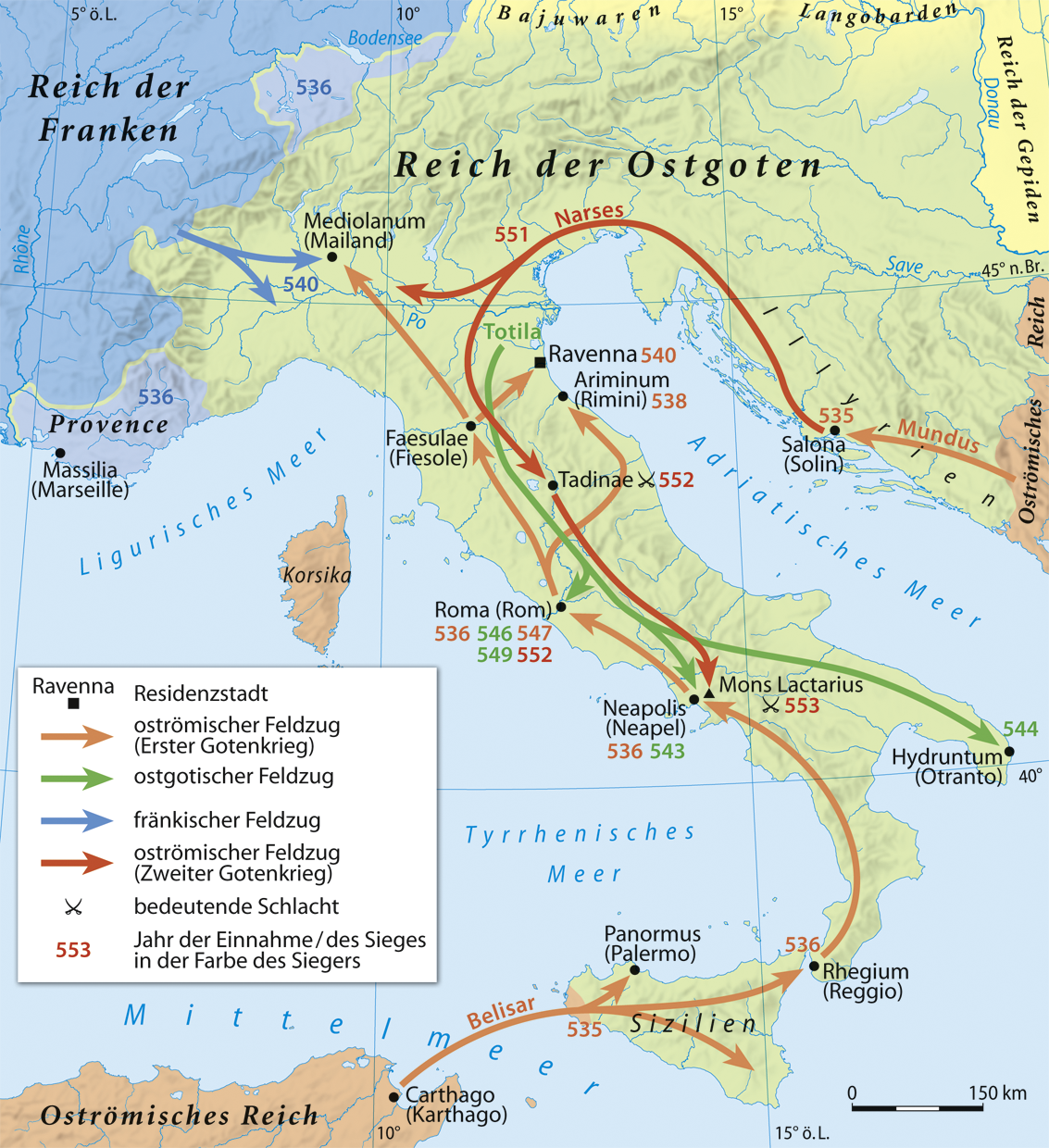
Průběh válek s Ostrogóty

Po smrti Theodoricha Velikého v roce 526 vládla ostrogótské říši jeho dcera Amalasuntha, vystupující jako regentka za svého nedospělého syna Athalaricha. Poté, co Athalarich zemřel, Amalasuntha se provdala za svého příbuzného Theodahada. Ten se ovšem nehodlal dělit o moc se svojí manželkou a záhy proti ní zosnoval spiknutí vyúsťující na jaře 535 v její zavraždění. Protože Amalasuntha byla spojencem Římanů, císař povzbuzený snadností, s níž si podmanil Vandaly, se chopil této události jako záminky k rozpoutání války s Ostrogóty.
Justinián vyslal vojsko do Dalmácie, zatímco Belisar se vylodil na Sicílii, kde narazil na zanedbatelný odpor. Theodahad pak papeži Agapetovi přikázal, aby se odebral do Konstantinopole a požádal císaře o mír. Ostrogótský král byl dokonce ochotný kapitulovat, avšak upustil od toho, když Ostrogóti vytlačili Římany z Dalmácie. V roce 536 Belisar vytáhl na jih Apeninského poloostrova a po rychlém postupu oblehl a dobyl Neapol. Theodahadova pasivita popouzela Ostrogóty, kteří se vzbouřili, krále zabili a novým panovníkem učinili schopného vojevůdce Vitigise. Mezitím Belisar v prosinci 536 s pouhými 5000 muži obsadil Řím. Celý další rok byl vyplněn Vitigisovými neúspěšnými pokusy o znovuzískání kontroly nad „věčným městem“. Roku 538 Ostrogóti zanechali marného obléhání, neboť Římané se zmocnili Ariminia, nalézajícího se jižně od Ravenny, Vitigisovy rezidence. Justinián vypravil do Itálie posily, s jejichž pomocí Římané postupně opanovali Milán, Janov a jiná sídla. Namáhavé a obtížné válčení spojené s četnými krutostmi mělo značně nepříznivý dopad na místní obyvatelstvo, zápasící ještě s hladomorem. Justinián poslal do Itálie rovněž jednoho ze svých nejbližších rádců eunucha Narsa, Belisarova soupeře. Kompetenčních sporů a vzájemné animozity mezi římskými veliteli využili Ostrogóti k dobytí Milána a toto město vzápětí strašlivě zpustošili. Nato Justinián povolal Narsa zpět do Konstantinopole.
V roce 539 postavení Ostrogótů valem upadalo, k čemuž přispěl zničující vpád Franků do severní Itálie a postup Belisara k Ravenně, již se chystal sevřít obležením. Vitigis navázal diplomatické kontakty s perským králem Husravem a zároveň vyjednával s Justiniánem, doufajícím v ukončení konfliktu dříve, než dojde k obnovení nepřátelství na východních hranicích. Císařovi poslové proto Vitigisovi předložili návrh předpokládající rozdělení Itálie podél řeky Pád. Ostrogóti si směli podržet kraje nacházející se severně od této řeky, takže by vytvořili jistý nárazníkový stát chránící římské území na jihu před cizími nájezdy. Belisar ale nepokládal tyto mírové podmínky za dostačující k zajištění bezpečnosti Itálie a místo toho zdánlivě přijal ostrogótskou nabídku západořímské císařské hodnosti. Zásluhou Belisarovy lsti získali Římané v květnu 540 bez boje Ravennu i s ostrogótským pokladem a Vitigisem. Podrobení Itálie se zdálo být zdárně dokončeno, avšak Justiniánova důvěra k Belisarovi byla podlomena a po vojevůdcově příjezdu do Konstantinopole se mu ze strany císaře dostalo jen chladného přivítání.

#### Stavební aktivita, umění a literatura
Vedle zákonodárných počinů a válečných podniků dosáhl Justinián mimořádné proslulosti svým ambiciózním stavebním programem, jehož popisu vyhradil Prokopios svoji knihu O stavbách. Po potlačení povstání Níká se Konstantinopol nalézala z velké míry v troskách. Císař se chopil nabízející se příležitosti k rozsáhlé rekonstrukci, v rámci níž nechal na místě někdejšího kostela Hagia Sofia („Boží Moudrosti“) vybudovat velkolepou baziliku, vysvěcenou v roce 537. Tento jedinečný chrám s inovativním designem, opatřený pozoruhodně řešenou kopulí, je pokládán za poslední velký výtvor pozdně antické architektury a na celá staletí se stal centrem východního křesťanstva. Navržením a provedením byli pověřeni architekti Anthemios z Trallu a Isidor z Milétu. Obdobnou proměnu prodělal chrám svatých Apoštolů. Jiné významné stavby v hlavním městě spadající do Justiniánovy éry představovaly chrám svatého Sergia a Bakcha a chrám Božího Míru. Působení konstantinopolské architektury se projevilo i na východě říše a především v Ravenně na západě. Tam byl vybudován skvostný chrám San Vitale, oplývající znamenitou mozaikovou dekorací. V poušti Sinaje vznikl opevněný klášter svaté Kateřiny, charakteristický prolnutím církevní a obranné funkce.

Hagia Sofia v současnosti, minarety byly vztyčeny po dobytí Konstantinopole Osmany v 15. století

Justinián se neomezoval jenom na sakrální stavby, nýbrž dal zbudovat četné fortifikace, paláce, podzemní nádrže, lázně a špitály. Na náměstí Augustaion v Konstantinopoli byl vztyčen sloup, na jehož vrcholu byla umístěna císařova bronzová jezdecká socha v nadživotní velikosti. Řeka Sangarios byla v Bithýnii překlenuta monumentálním mostem, usnadňujícím vojenské spojení s Orientem. Antiochie, těžce zasažená zemětřesením a Peršany, byla podobně jako jiná města sužovaná přírodními katastrofami či pleněním nepřátel, obnovena, přesto se už nikdy nezaskvěla ve své dřívější nádheře. Nedaleko svého rodiště nechal císař s velkým nákladem vystavět město Justiniana Prima (v současnosti Caričin Grad). Ponejvíce v počáteční fázi své vlády Justinián všeobecně dbal o rozvoj měst a hlavně sídelních středisek provinciální správy, těšících se čilé stavební a renovační činnosti. Teprve ve čtyřicátých letech 6. století císařská podpora městům citelně poklesla. Zvýšenou pozornost císař věnoval také utužení systému opevnění na Dunaji a při východní hranici. Silně rozšířena byla například pevnost Singidunum na místě nynějšího Bělehradu.
Justiniánovo období zrodilo celou řadu výjimečných literátů, včetně dějepisce Prokopia z Kaisareie, sloužícího jako rádce a sekretář v doprovodu Belisara. Jeho tažení Prokopios zachytil v rozsáhlém díle O válkách s Peršany, Vandaly a Góty. Velice pregnantně vystihl teorii translatio imperii o přenesení císařské moci z Říma do Konstantinopole, podle níž byla po roce 476 jedinou legitimní římskou říší Byzanc. Prokopiovi jsou připisovány rovněž Anekdoty, pro něž je typický sžíravý pohled na život tehdejšího císařského dvora. Pro Prokopia a stejně tak i pro mnohé jiné tehdejší literáty je příznačný poměrně ambivalentní postoj k Justiniánovi a jeho politice. V líčení historických událostí na Prokopia navázal Agathias a po něm pokračoval Menandros Protektor. Vedle hojného počtu řecky psaných děl vynikají historické spisy syrského biskupa Ioanna z Efesu. Předním soudobým kronikářem byl Ioannes Malalas, zaznamenávající Justiniánovu epochu ze specifické církevní perspektivy. Náhled do fungování císařské administrativy poskytl ve svých textech Ioannes Lydos. Za Justiniána dosáhl vrcholu své tvůrčí činnosti Romanos Melodos, nejslavnější skladatel byzantských hymnů. V témže čase tvořili své verše básníci Paulos Silentiarios a latinsky píšící Flavius Cresconius Corippus, pocházející ze severní Afriky.

#### Mor
Optimismus patrný v úvodu Justiniánovy vlády se začal postupně vytrácet následkem série ničivých zemětřesení, přechodné změny klimatu zaznamenané kolem roku 536, záplav a častých hladomorů. Dopady těchto pohrom byly ještě umocněny zhoršující se zahraničně politickou situací ve čtyřicátých letech. Nejfatálnější úder ovšem říši uštědřila zhoubná epidemie dýmějového moru. Podle Prokopia začalo toto onemocnění v egyptském přístavu Pelusium. Naproti tomu církevní historik Euagrios Scholastikos uvádí, že mor vypukl v Etiopii. Z Egypta se každopádně rychle rozšířil do Palestiny a Sýrie a v létě 542 dorazil po moři do Konstantinopole. Odtud pak pronikl do Malé Asie a přes Mezopotámii do Persie. S odstupem času epidemie zachvátila Itálii a celé západní Středomoří.
Vysoká úmrtnost nakažených záhy navodila nezměrnou hrůzu a paniku v celé společnosti. Nejvíce postiženými se stávala hustě obývaná místa, jako byla města či vojenské tábory. V samotném hlavním městě prý mor přivodil smrt více než polovině jeho obyvatel a v okamžicích svého nejhoršího běsnění měl údajně zahubit zhruba 5000 až 10 000 lidí denně. Nemoc připravila o život mnohé z nejvyšších císařských úředníků a dokonce i Justinián se jejím přičiněním ocitl na prahu smrti. Rozsáhlé oblasti říše a četná města zůstala téměř vylidněná, což způsobilo markantní propad veškeré hospodářské činnosti. Moderní badatelé se kvůli chybějícím údajům o počtu obětí rozcházejí v hodnocení dopadu epidemie na demografický vývoj. Všeobecně se ale odhaduje, že populace říše poklesla zhruba o čtvrtinu až třetinu. Mor se navíc stal endemickým, takže po opadnutí první vlny se v určitých cyklech vždy po několika letech vracel a to celá další dvě staletí. Epidemie zjevně poznamenala Justiniánovo chování, jehož dřívější činorodost v oblasti zákonodárství a reformní zápal ustaly a naopak se hlouběji pohroužil do řešení církevních otázek a vedení teologických disputací.

#### Konflikt na východě

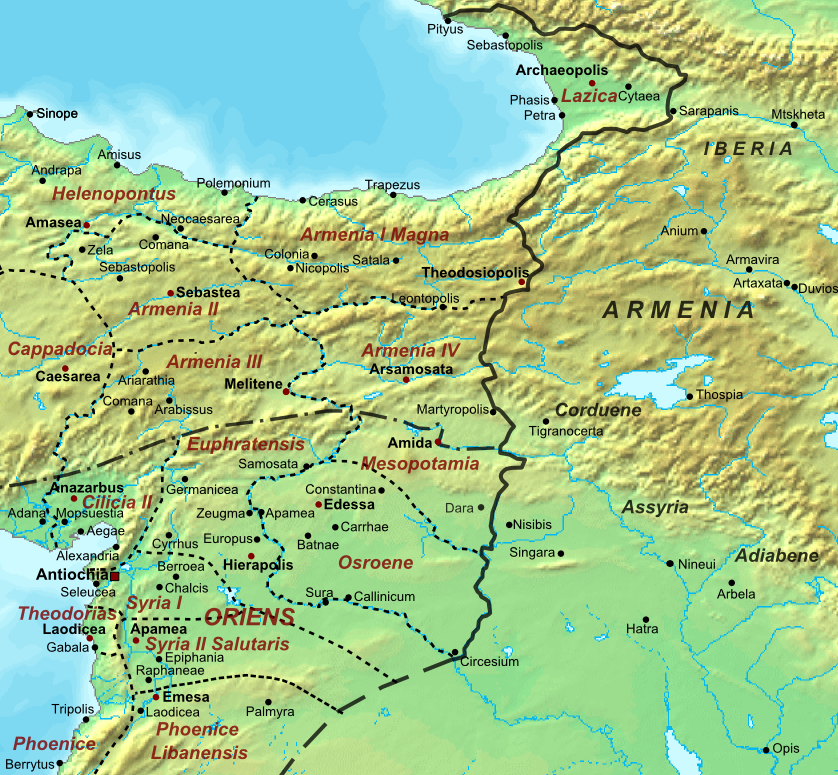
Římsko-perské hranice kolem roku 565

Justiniánovy výboje na západě znepokojovaly sásánovského krále Husrava I., který ztratil zájem na trvání „věčného míru“, jakmile si upevnil moc v perské říši. Touha po kořisti a slávě společně s ostrogótskou nabídkou spojenectví podněcovaly krále, aby využil Justiniánovy zaneprázdněnosti v Itálii ke vpádu do Sýrie. V tom ho zřejmě utvrzovala i skutečnost, že Belisar odvedl nezanedbatelnou část východního polního vojska na západ, takže hranice římského Orientu zůstávala poměrně málo chráněná.
Brzy na jaře 540 Husrav vstoupil na římské území v čele ohromné armády směřující k Antiochii, třetímu největšímu městu říše. Justinián pověřil obranou Sýrie svého bratrance a schopného vojevůdce Germana, jehož poslal do Antiochie s pouhými 300 muži. Při svém postupu Husrav nutil syrská města, aby si vykoupila bezpečnost. Některá jako Sura nebo Beroia (Aleppo) byla Peršany dobyta a zpustošena. Král dokonce projevil ochotu upustit od pochodu na Antiochii, pakliže mu bude zaplaceno výkupné, nicméně císařovi vyslanci zavrhli jakékoli vyjednávání. Germanus shledal situaci vzhledem k drtivé převaze nepřátel za beznadějnou a uprchl. Krátce po prvním útoku Peršanů se Antiochie vzdala, načež byla vypleněna a zničena a tisíce jejích obyvatel odvedeny do Persie. Husrav poté předložil císaři svoji mírovou nabídku stanovující Římanům uhrazení značné sumy a přitáhl k městu Apameia. Justinián byl ochoten akceptovat královy mírové návrhy, avšak po marném pokusu Peršanů o dobytí pevnosti Daras svůj souhlas stáhl.
Husravův grandiózní úspěch přivodil vážné škody hospodářství Sýrie a především zasadil ránu římské prestiži. Gubazes, král kavkazské Laziky, vědom si zranitelnosti Římanů požádal Husrava, aby mu pomohl zbavit se Justiniánovy nadvlády. V roce 541 se Husrav vypravil do Laziky, kde se zmocnil římské pevnosti Petra, čímž si zabezpečil kavkazské průsmyky a strategicky důležitý přístup k Černému moři. Výpravu přerušil teprve po zprávách o Belisarově protiútoku v Mezopotámii. V dalším roce se Husrav opět vydal do Sýrie, odkud zamýšlel pokračovat až do Palestiny. Třebaže měl nad Římany převahu, obavy z moru ho zřejmě přiměly zanechat expedice. Při návratu na perské území si překvapivým útokem podrobil město Kallinikos (Rakka). Theodora potom odvolala Belisara do Konstantinopole, jelikož si dovolil otevřeně zvažovat otázku následnictví po Justiniánovi, který onemocněl morem. Římané shromáždili asi 30 000 mužů a roku 543 pronikli do perské Arménie. Tam jejich vojsko žalostně podlehlo podstatně menším perským silám. O rok později Husrav vtáhl do římské Mezopotámie a oblehl Edessu. Houževnatý odpor tamější posádky nakonec krále donutil ke stažení.
V roce 545 se Justiniánovi podařilo sjednat s Husravem pětileté příměří za cenu 2000 liber zlata. Klid zbraní se nevztahoval na Laziku, na niž Římané stále vznášeli nároky. V roce 548 král Gubazes znovu změnil strany, když seznal perské panství za ještě tíživější než římské. Nato Justinián vyslal do Laziky vojsko, jež zajistilo kontrolu nad většinou této země a obklíčilo Petru drženou Peršany. Dobývání tohoto opevněného místa se protáhlo do roku 551, kdy ho Římané konečně zabrali a zatlačili Peršany k hranicím sousední Ibérie. V témže roce bylo prodlouženo příměří na mezopotámské frontě o pět let. Zápas o Laziku se nadále odehrával převážně ve vnitrozemí a trval až do roku 557. Obě strany vyčerpané vzájemným nerozhodným válčením se uchýlily k zdlouhavému vyjednávání zakončenému v roce 561. Na základě padesátileté mírové smlouvy, dohodnuté za zprostředkování Petra Patrikia, Peršané uznali římský protektorát nad Lazikou. Justinián tudíž dokázal uhájit svoji východní hranici, ačkoli se zavázal odvádět králi každoroční tribut ve výši více než 400 liber zlata.

#### Završení války v Itálii
Obsazením Ravenny a zajetím Vitigise v roce 540 konflikt na Apeninském poloostrově zdánlivě skončil. Jakmile ale Ostrogóti poznali, že je Belisar oklamal, jejich roztroušené zbytky v severní Itálii odmítly uznat svoji porážku, čímž začala druhá, ničivější fáze gótské války. Do čela odboje se postavil nejprve šlechtic Ildibad a nedlouho poté, co byl zavražděn, jeho synovec Totila. V něm Ostrogóti nalezli zdatného a energického vojevůdce usilujícího získat na svoji stranu italské obyvatelstvo. To bylo sužováno útiskem Justiniánových výběrčích daní a drancováním východořímských vojáků, demoralizovaných opožděným vyplácením žoldu a nejednotným velením. Svým sociálním programem si Totila naklonil nižší vrstvy italské společnosti a propouštěnými otroky rozmnožil zástupy své armády. V roce 542 se Justinián rozhodl skoncovat s Ostrogóty a odeslal na Apeninský poloostrov potřebné posily. Totila ovšem opakovaně porazil početně silnější Římany dobývající Veronu, posléze vytáhl do Etrurie a sevřel Florencii. Římané se stáhli za hradby měst, čehož Totila využil k výpravě na jih, kde na jaře 543 Ostrogóti obsadili Neapol. S výjimkou Ravenny, Říma a několika měst na pobřeží se pod jejich kontrolou nacházela většina Itálie.

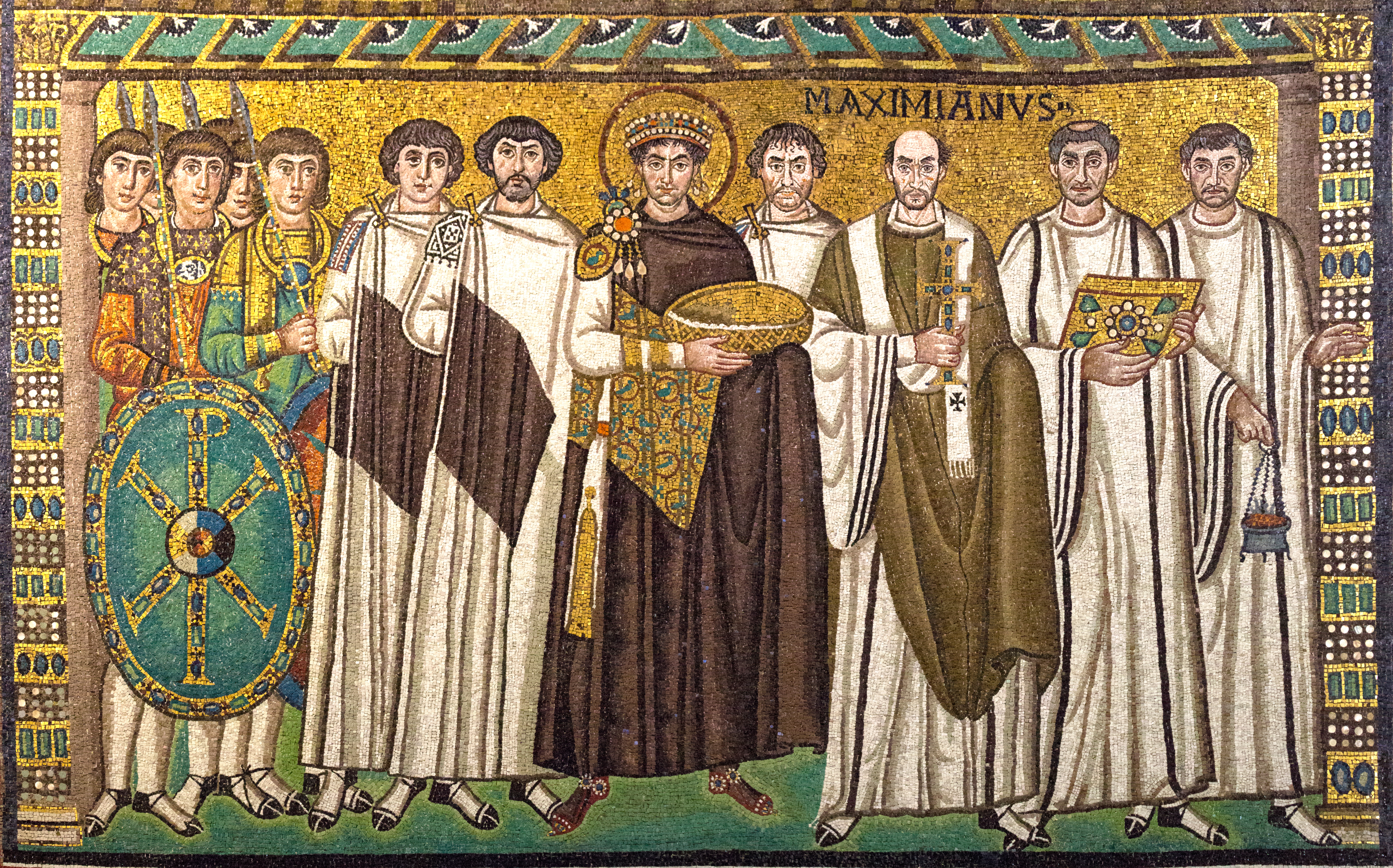
Justinián v doprovodu arcibiskupa Maximiana a dvorních hodnostářů, chrám San Vitale

Justinián ji přesto nemínil ponechat Ostrogótům a v roce 544 znovu jmenoval tamějším velitelem Belisara, jemuž ale poskytl jen zanedbatelnou vojenskou podporu. V prosinci 545 zahájil Totila obléhání Říma, trvající po celý následující rok. Belisar zamýšlel prolomit ostrogótskou blokádu, avšak bez pomoci ostatních východořímských oddílů byl jeho podnik odsouzen k nezdaru. Vyhladovělé a takřka opuštěné město bylo proto koncem roku 546 zradou vydáno Totilovi, jenž uvažoval o jeho úplném srovnání se zemí. Totilova nabídka míru Justiniánovi zůstala navzdory nevalnému stavu východořímských financí a armády nevyslyšena. Ostrogótský král pak neprozřetelně vyklidil Řím, jehož hradby dal částečně zbourat, načež se Belisar v dubnu 547 města opět zmocnil. Ačkoli Ostrogóti se ihned pokusili vytlačit Římany z města, byli odraženi a Totila tak utrpěl svůj první vážný nezdar.
Konflikt dospěl do mrtvého bodu, neboť ani jedna ze soupeřících stran nemohla dosáhnout nesporné převahy. Belisar nadále postrádal adekvátní lidské i peněžní zdroje k uchopení iniciativy, tudíž se prostřednictvím své manželky obrátil na Justiniána. Císař ho posléze odvolal z Itálie a počátkem roku 549 odtud Belisar odešel natrvalo. Přestože nedokázal Totilu porazit, alespoň zabránil naprostému debaklu a udržel nástupní prostor k novému tažení do Itálie. Ostrogóti mezitím vybudovali vlastní loďstvo, s nímž zpustošili dalmatské pobřeží. Potom potřetí oblehli těžce zkoušený Řím, přičemž jim zrádci v řadách římské posádky dovolili vstoupit v lednu 550 do města. Totila se odhodlal vyjednávat s Justiniánem, jenže císař nepřijal jeho vyslance. Tento neúspěch mařící veškeré Totilovy snahy o zachování ostrogótské říše, přiměl krále k přenesení války na Sicílii.
Členové italské senátní aristokracie pobývající v konstantinopolském exilu se u Justiniána dožadovali uskutečnění rozhodné akce proti Ostrogótům. Pacifikace Berberů v Africe a mír s Peršany umožnily císaři, aby v roce 550 konečně vyhověl jejich prosbám a ustavil Germana velitelem ve válce s Totilou. S pomocí Justiniána shromáždil Germanus na Balkáně značné vojenské síly, zemřel však dříve, než se stihl odebrat na západ. Nato pověřil císař vedením pozemní výpravy Narsa, který na jaře 552 dorazil do Itálie s neméně než 30 000 muži. Narses se vyhnul Frankům okupujícím velkou část severní Itálie a zamířil k Ravenně, odkud postupoval k Apeninám. Koncem června se střetl s Totilovým vojskem v bitvě u Busta Gallorum, v níž ostrogótský král nalezl porážku a smrt. Po svém vítězství Narses opanoval Řím a pokračoval do Kampánie. Zde se mu postavil nový ostrogótský král Teias, jenž v říjnu 552 podlehl v bitvě u Mons Lactarius. Třebaže zástupy Franků a Alamanů vzápětí vydrancovaly celý Apeninský poloostrov, Ostrogóti byli fakticky poraženi. V dalších letech Narses systematicky likvidoval zbývající kapsy odporu, díky čemuž mohl Justinián roce 554 vydat pragmatickou sankci vracející společenské poměry před rok 535. Itálie byla znovu začleněna do římské říše, ovšem sotva tři roky po Justiniánově úmrtí sem vpadli Langobardi a postupně okupovali většinu této země.

#### Ostatní zahraniční události

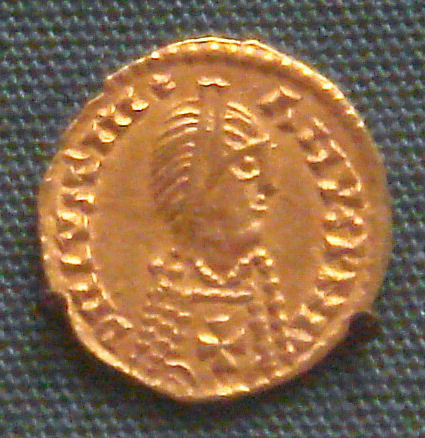
Vizigótská mince vyražená ve jménu císaře Justiniána I.

Na Balkáně zvítězili v roce 530 tamější římští velitelé nad útočícími Protobulhary a Slovany. Počátkem Justiniánovy vlády se dunajská hranice říše zdála být odolná proti náporu kmenů ze severu navzdory jejich každoročním nájezdům. Válčení na západě vedlo k nevyhnutelnému oslabení obrany této části říše, takže již o deset let později pronikli nomádští Protobulhaři, obývající kraje severně od Černého moře, bez valných obtíží do Ilýrie, Řecka a jižní Thrákie a dokonce překročili Hellespont. Justinián dbal o údržbu systému pohraničních pevností, jež přinejmenším omezovaly škody napáchané barbary. Zaneprázdněnost východořímských vojsk v Itálii však Protobulhary podněcovala k pokračování útoků do Ilýrie. V úvodu padesátých let napadli Slované Thrákii a ohrožovali i samotnou Konstantinopol. Gepidové v téže době přesvědčili protobulharské Kutrigury k boji proti Římanům. Justinián proto zaplatil jiné protobulharské hordě, Utigurům, aby napadla sídla svých kutrigurských sousedů.
Když válka mezi Protobulhary skončila, Kutrigurové vedení chánem Zaberganem překročili v roce 559 Dunaj a ve třech vlnách proudili na římské teritorium. Dvě skupiny útočníků byly zastaveny ve středním Řecku a v Thrákii, třetí v čele se Zaberganem mířila ke Konstantinopoli. Justinián povolal penzionovaného Belisara do aktivní služby a ten s narychlo posbíranými oddíly nájezdníky zaskočil a přinutil k ústupu. Jakmile pominulo největší nebezpečí, císař se osobně ujal velení a slavnostně se vrátil do hlavního města. Justinián potom peněžními pobídkami přiměl Utigury k obnovení nepřátelství s Kutrigury. Oslabení Protobulharů soupeřících mezi sebou usnadnilo rozmach Avarů, kočovného etnika dorazivšího kolem roku 561 k severnímu břehu Dunaje. Císař odmítl avarský požadavek na přidělení Malé Skythie (Dobrudža) k obývání, ale souhlasil s placením tributu, jímž je odradil od pustošení Balkánu.
Vnitřní nepokoje ve vizigótské říši poskytly v padesátých letech Justiniánovi příležitost k zásahu na Pyrenejském poloostrově. Císař tam v roce 552 vyslal menší expediční sbor vedený italským senátorem Liberiem, jemuž se v jižní Hispánii podařilo obsadit území přibližně odpovídající někdejší provincii Baetice a zahrnující snad i město Córdobu. Tato oblast poté setrvala pod kontrolou východních Římanů zhruba až do roku 624.
Autorita Konstantinopole byla v těchto letech uznávána i v ostatních krajích omývaných vodami Středozemního moře, nepodléhajících její nadvládě. Za Justiniána nastalo také sblížení s aksumskou říší. Císař doufal, že jejím prostřednictvím naváže přímé obchodní kontakty s Indií a obejde tak Peršany. Výrazný úspěch představovalo získání larev bource morušového z Číny, neboť vlastní produkce hedvábí snížila závislost říše na dovozu tohoto zboží.

#### Náboženství

##### Církevní politika
Justinián byl silně přesvědčen o tom, že vládu nad říší mu předal Bůh a jakékoli dění je následkem Boží vůle. Římskou, tedy křesťanskou, říši chápal jako pozemské uskutečnění říše Kristovy a obnovení a rozšíření křesťanského impéria (Imperium Christianum) jako úkol svěřený mu božským příkazem. Projevoval proto neutuchající zájem o náboženské otázky, přičemž usiloval o nastolení jednoty v církvi. Ta byla rozpolcená od dob konání chalkedonského koncilu v roce 451, v jehož průběhu byl monofyzitismus prohlášen za herezi. Nicméně monofyzité, zastánci teze, že lidská a božská podstata v Kristu splynuly, měli mnoho stoupenců ve východních provinciích říše, především v Sýrii a Egyptě. Císařové Zenon a Anastasius I. zaujímali k monofyzitům tolerantní postoj, což zásadním způsobem zhoršilo vztahy s papeži. Formuloval myšlenku Pentarchie.

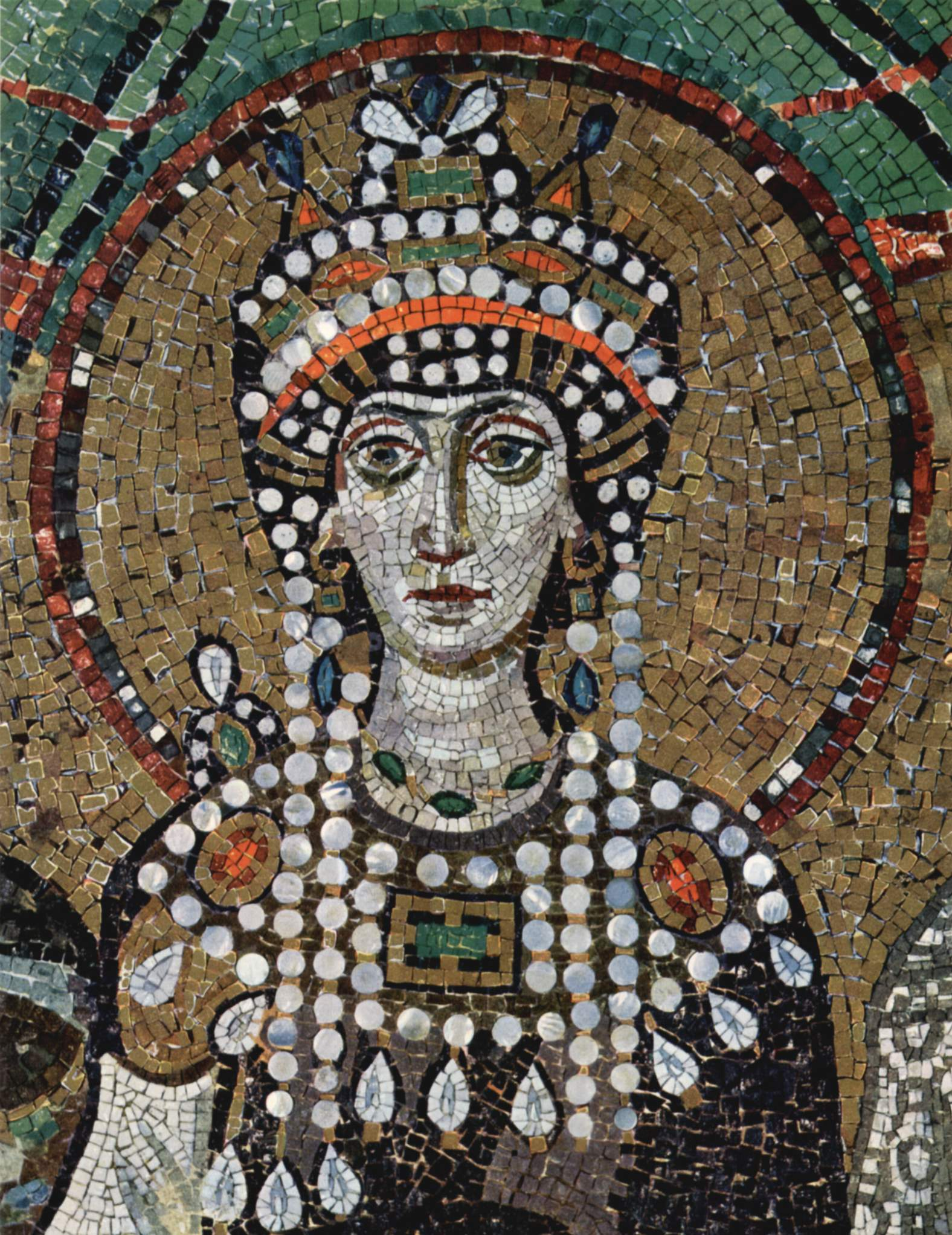
Podobizna císařovny Theodory, chrám San Vitale

Po nástupu Justina I. došlo k ukončení Akakiova schizmatu a usmíření s Římem. Otevřený příklon Konstantinopole k chalkedonskému vyznání vedl k pronásledování monofyzitských mnichů a sesazení monofyzitských biskupů, včetně antiochijského patriarchy Severa, nuceného k odchodu do Egypta. Poté, co uchopil moc, byl Justinián vlivem Theodory, zjevně sympatizující s monofyzity, připraven k dialogu se Severovými stoupenci. V roce 533 učinil vstřícný krok, když se vyslovil pro spornou formuli označovanou za monofyzitskou, čímž chtěl vytvořit prostor pro sjednocení církve. Severus dokonce osobně zavítal do Konstantinopole, aby se zúčastnil diskusí s chalkedonisty. Možný kompromis však v roce 536 překazil papež Agapetus, vyslaný Ostrogóty na východ jako diplomat, požadující sesazení příliš promonofyzitského konstantinopolského patriarchy Anthima. Nedlouho nato uspořádaná synoda odsoudila Severa a jeho přívržence a vykázala je do vyhnanství.
Agapetus krátce po vysvěcení Anthimova nástupce zemřel a novým papežem se stal Silverius, podpořený ostrogótským králem Theodahadem. Belisar zatím obsadil Řím a obdržel císařovnin příkaz, aby nahradil Silveria jejím favoritem Vigiliem, zastávajícím vstřícnější stanovisko k monofyzitismu. Silveria obvinil ze spiknutí s Ostrogóty a roku 537 byl za papeže zvolen Vigilius. Justinián přinejmenším toleroval Theodořinu náklonnost k monofyzitismu a nezabránil císařovnou iniciovaným misionářským aktivitám monofyzitů v Nobatii. Obdobně nezamezil ani tomu, aby Theodora prosadila vysvěcení dvou monofyzitských biskupů vyslaných k arabským Ghasánovcům. Jedním z těchto biskupů byl Jakub Baradaj, který svojí neúnavnou činností upevnil monofyzitismus ve východních provinciích a položil základy k vytvoření svébytné syrské církve.
Od počátku čtyřicátých let se císař, patrně v důsledku série pohrom, jež ničivě zasáhly říši, stále intenzivněji zabýval teologickými otázkami. Někdy v této době se pokusil sjednotit církev na bázi zavržení společného protivníka. V roce 544 vydal edikt, jímž odsoudil Tři kapitoly, spisy tří východních teologů z 5. století, jako nestoriánské, ačkoli dva z nich byli rehabilitováni chalkedonským koncilem. Usmíření s monofyzity tím Justinián nedosáhl, zato vyvolal rázný odpor chalkedonských biskupů, obzvláště na latinském západě. Papež Vigilius byl zadržen a dopraven do Konstantinopole, kde v roce 548 pod nátlakem souhlasil s odsouzením Tří kapitol. Svým jednáním ale papež popudil bouřící se západní biskupy. Císař si je nemohl znepřátelit, protože válka v Itálii dosud nebyla rozhodnuta v jeho prospěch, a dovolil papeži, aby souhlas odvolal. Spor měl být definitivně vyřešen během Druhého konstantinopolského koncilu, uspořádaného v roce 553. Přestože biskupové ze západu se až na výjimky nedostavili, koncil byl prohlášen za ekumenický a potvrdil odsouzení Tří kapitol. Vigilius se posléze závěrům koncilu podvolil a během zpáteční cesty do Říma zemřel. Sám císař vybral Vigiliova nástupce, jenž akceptoval rozhodnutí koncilu. Někteří italští biskupové následně upadli do schizmatu a autorita papežství byla na celá desetiletí vážně otřesena. Třebaže Justinián projevoval na konci života jisté inklinace k monofyzitismu propagací afthartodoketismu, jeho snaha o vyrovnání s monofyzity skončila neúspěchem.

##### Pronásledování
Vedle církevní jednoty usiloval císař neméně odhodlaně o jednotu náboženskou. Hned v úvodu své vlády vydal edikt proti pohanům a heretikům, jimž byla zapovězena služba v civilní správě a byli omezováni ve veřejném i soukromém životě. Zachovávání pohanských zvyků a stejně tak odpadnutí od víry po přijetí křtu se trestalo smrtí. V roce 529 Justinián zakázal pohanům veřejně vyučovat na athénské Akademii, centru novoplatónské filozofie. Sedm pohanských filozofů, včetně Damaskia a Simplikia, se poté odebralo do Persie, odkud se však zanedlouho vrátili. Novoplatonismu se nadále dařilo v Alexandrii, kde působil přední soudobý filozof Jan Filoponos. V říši se udrželo ještě několik významných pohanských středisek, jako byly Karrhy (Harran) při východních hranicích nebo syrský Baalbek. Slavný Isidin chrám ve Philae v Egyptě, poslední oficiálně tolerovaná pohanská svatyně, byl někdy kolem roku 536 uzavřen císařskými vojáky. Monofyzitský biskup Ioannes z Efesu ve čtyřicátých letech obrátil na západě Malé Asie na víru 70 000 „Helénů“, jak byli označováni stoupenci starých kultů, a zničil jejich chrámy. Stíhání zbývajících pohanů neustávalo ani v pozdějších letech.
Montanisté, příslušníci asketického křesťanského hnutí, údajně pod tlakem perzekucí páchali kolektivní sebevraždy. Tvrdě pronásledováni byli dále manichejci a židovští Samaritáni, kteří v létě 529 zahájili v Palestině rozsáhlé povstání proti Justiniánovi. Po jeho krvavém potlačení upadly tisíce Samaritánů do otroctví a mnozí jiní byli násilím přinuceni ke konverzi. Judaismus zůstával v souladu s dřívějšími předpisy tolerován, ačkoli právní postavení Židů se různými restrikcemi postupně zhoršovalo. Po dobytí severní Afriky císař dokonce přikázal, aby tamější synagogy byly přeměněny v kostely.

#### Hospodářství
Stěžejní hospodářskou činnost ve východořímské říši představovalo zemědělství, jehož produkce tvořila primární zdroj příjmu státní pokladny. Obchodu a řemeslům příslušela nezanedbatelná úloha v lokální a zvláště městské ekonomice. Nicméně z celkového hlediska byla jeho role v hospodářském životě státu jen okrajová, neboť většina pracovních sil byla soustředěna v zemědělství a pastevectví.

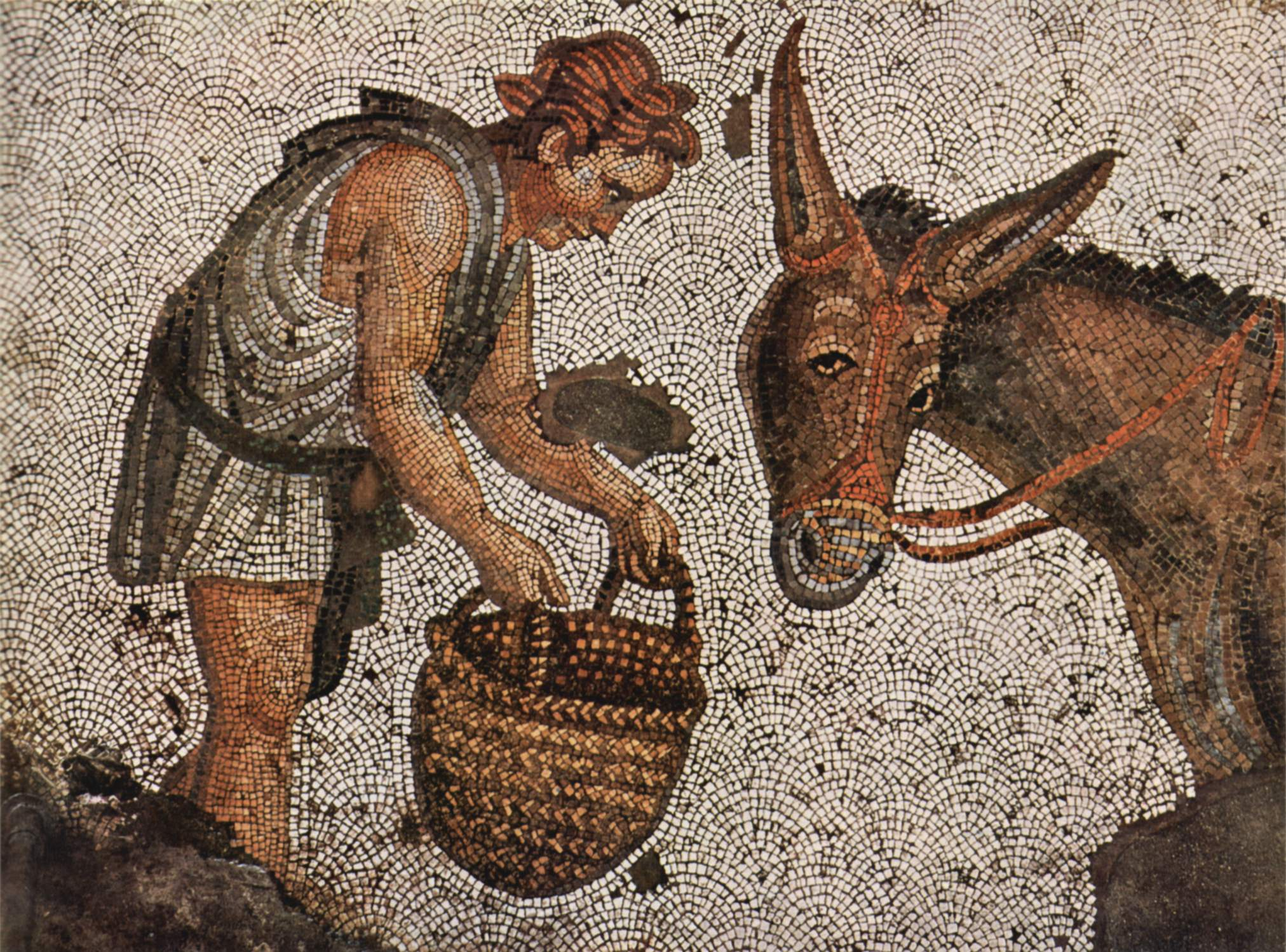
Výjev z běžného života na mozaice v konstantinopolském Velkém paláci z počátku 6. století

Již zhruba od poloviny 5. století se říše těšila pozvolnému ekonomickému vzestupu přetrvávajícímu i v úvodu Justiniánova panování. Příčinou toho byl vytrvalý růst počtu obyvatel, v důsledku čehož se zvětšovala plocha obdělávané půdy. Nárůst soukromého bohatství a tím i komerčních aktivit včetně dálkového obchodu s luxusním zbožím zvýšil daňové výnosy, díky čemuž mohl Anastasius I. zanechat svým nástupcům ohromnou rezervu 23 milionů solidů. Anastasiem nastřádané finanční prostředky umožnily realizaci Justiniánových náročných zahraničních výbojů, stejně jako jeho rozsáhlých budovatelských projektů, na něž vynaložil nezměrné sumy. Císařova fiskální politika se ale nevyznačovala nezodpovědností, o čemž svědčí jeho výdaje na výstavbu pohraničních opevnění nebo poskytování subsidií barbarům, jimiž je odvracel od drancování říše. Také výrazně navýšil stavy mobilních vojsk nutných k obraně nově získaných území, třebaže tyto výdaje byly vyvažovány zastavením plateb pohraničním sborům. V rámci svého reformního snažení usiloval o zefektivnění a zjednodušení administrativních struktur. Proto zakázal prodej úřadů a zrušil diecéze, přičemž posílil kompetence prefektů a správců provincií.
Příznivý vývoj hospodářství ve čtyřicátých letech 6. století náhle skončil a k jeho obnovení už nedošlo. Mezi možné důvody ekonomického útlumu jsou řazeny Justiniánovy nadměrné výdaje, náklady na znovudobytí západních zemí, jež byly přinejmenším zčásti pokryty ukořistěnými poklady Vandalů a Ostrogótů, a intenzivnější perské a bulharské útoky. Všechny tyto skutečnosti byly přechodného rázu a samy o sobě nemohly vyvolat dlouhodobější hospodářský pokles. Za jeho hlavní příčinu je považováno vypuknutí epidemie moru v roce 541. Mor pravděpodobně usmrtil až čtvrtinu obyvatelstva a způsobil nedostatek pracovních sil vedoucí k rozvratu zemědělství a omezení obchodní výměny. Kromě toho uspíšil počínající úpadek východních měst, z nichž se leckterá vylidnila či podstatně zmenšila. Odhaduje se, že státní výdaje se z 11 milionů solidů v roce 540 propadly na sotva 8,5 milionu solidů kolem roku 565. Na konci Justiniánova panování dosahovaly tedy přibližně stejné výše jako za Anastasia I., ačkoli říše se rozrostla o severní Afriku, Dalmácii, Itálii a jižní Hispánii. Fiskální nerovnováze se vláda snažila čelit násilným vymáháním dodatečných příjmů obstarávaných ponejvíce na úkor bohatších vrstev, jejichž majetek byl konfiskován, nebo zatěžován nucenými úvěry státu. Finanční obtíže neustávaly ani po Justiniánově smrti a představovaly závažný problém pro všechny císaře panující v závěru 6. století.

#### Poslední léta a smrt
V červnu 548 zemřela císařovna Theodora, která byla Justiniánovým nejvěrnějším spolupracovníkem a podporovatelem. V pozdějších letech však neváhala intrikovat proti mnohým z císařových schopných podřízených a podrývala jeho úsilí o sjednocení monofyzitů a chalkedonistů. Závěr Justiniánova panování poznamenala série katastrof postihujících Konstantinopol: město bylo nejprve poničeno silným zemětřesením v roce 557. Následujícího roku se zhroutila kopule chrámu Hagia Sofia, jejíž oprava trvala takřka pět let. V těchto těžkých časech navíc Konstantinopol postihla navrátivší se epidemie moru. Nedlouho po Theodořině smrti se Justinián musel vypořádat se spiknutím, jehož cílem bylo dosazení Germana za císaře. Císař na to reagoval s překvapivou mírností a konspirátory nijak vážně nepotrestal. Hrozivějších obrysů nabylo spiknutí na podzim 562, do něhož se zapojily nespokojené obchodní a senátorské kruhy. Podezření padlo i na Belisara, jenž byl dočasně vykázán do domácího vězení. Smrt zastihla Justiniána v noci 14. listopadu 565 v Konstantinopoli, v níž strávil bezmála celou svoji vládu. Jelikož zemřel bezdětný, jeho následníkem se stal jeho synovec Justinus.

## Hodnocení
Justinián se netěšil oblibě svých poddaných kvůli nadměrnému daňovému útisku, soustavnému válčení a poměrně netolerantní náboženské politice. Historikové mu leckdy dávají za vinu protahování konfliktu v Itálii, při tom částečně opomíjejí nepříznivé vnější okolnosti, nad nimiž neměl kontrolu a jejichž dlouhodobé následky ztěžovaly završení této války. Je třeba spíše vyzdvihnout, že navzdory objektivním překážkám nepolevil ve svém odhodlání a nakonec dosáhl nad Góty vítězství. Tento úspěch, jakkoli draze vykoupený, lze přičíst císařovým schopnostem a zdatnosti jeho velitelů a ministrů. Jestliže byla Itálie po roce 568 z větší části ztracena, těžko v tom hledat pouze Justiniánovo pochybení, protože příčina vězela rovněž v neuvážené zahraniční politice prováděné po jeho smrti. Na východě si Justiniánova říše musela vykupovat mír a posléze zde bojovala o uhájení svého postavení. V souvislosti s tím je císaři předhazováno, že zanedbával východní hranici a věnoval více pozornosti válkám na západě. Tyto výtky postrádají oporu v realitě, neboť hlavní masa východořímských vojsk byla s výjimkou let 532 až 540 soustředěna k obraně před perskými útoky. O poznání hůře si Justinián počínal na Dunaji, kde se zvláště ke konci jeho panování silně nedostávalo prostředků k zadržení nepřátelských nájezdů.

Územní rozmach východořímské říše za Justiniána

Moderní badatelé se často přiklánějí k tvrzení, že Justinián přetěžoval síly státu, protože po jeho smrti vyčerpané zdroje říše nepostačovaly k tomu, aby se dokázala vyrovnat s novými zahraničními výzvami. Porážka Ostrogótů, získání jižní Hispánie a zajištění klidu na východě ovšem nasvědčují tomu, že si s obdobně omezenými prostředky, jimiž disponoval od prvního záchvěvu epidemie, počínal mnohem obratněji než jeho nástupci, kteří nemuseli čelit o nic početnějším a hrozivějším zahraničním nepřátelům. Císař neměl nejmenší možnost předvídat nebo zabránit katastrofě takových rozměrů, jakou se stala epidemie moru. Okamžik jeho propuknutí je často vnímán jako jistý zlomový mezník Justiniánovy éry. Ničivé dopady moru, projevující se obrovským počtem obětí, způsobily hospodářský a administrativní otřes pohlcující dostupné kapacity říše a redukující její vojenský potenciál. Epidemie přispěla k počínajícím změnám ve struktuře společnosti urychlením poklesu významu měst.
Justiniánův zásadní nezdar představovala jeho náboženská politika. Jeho přístup k církvi a prosazování osobních názorů za dogma opravňují užití termínu caesaropapismus k vyjádření jeho pojetí vztahu církevní a světské moci. Ve své nepolevující snaze o šíření ortodoxie nedokázal a snad ani nemohl překonat rozkol mezi východními křesťany, vyrůstající z kulturní a jazykové rozdílnosti tamějších provincií. Navzdory veškerému Justiniánovu úsilí o nastolení jednoty mezi zastánci chalkedonského koncilu a monofyzity se existence schizmatické monofyzitské církve jevila na sklonku jeho panování jako nezvratný fakt. Císařova nekompromisní politika mu odcizila rovněž západní křesťany. Jeho období je příznačné rozvojem četných fundamentalistických prvků typických pro církev v Byzanci. Pravoslavní křesťané ho za to uctívají jako svatého. Justinián mimo jiné nechal zavřít aténskou akademii a nechal ustanovit právní kodex v němž v odstavcích „O zločincích, matematicích a jiných jim podobných“ zakazuje „zavrženíhodné umění matematické“.
Justinián je často označován za posledního římského císaře a současně je řazen k nejvýznačnějším pozdně antickým panovníkům společně s Diocletianem a Konstantinem. Na ně navázal odstraněním pozůstatků principátu utužováním autokratické povahy císařství, téměř absolutním ztotožněním své vůle s právem a zdůrazňováním své předurčenosti vládnout dané mu Bohem. Východořímská říše zachovávající si v momentě Justiniánova nástupu svůj dosud římský charakter nakročila k nové fázi svých dějin, když se stále více začaly projevovat její pozdější byzantské rysy upozaďující antické tradice. Klasická literatura a vzdělanost se za Justiniána naposledy zaskvěly ve své někdejší dokonalosti před svým neodvratným úpadkem. Pozdně antický svět se zvolna chýlil ke svému konci.